# Incandescence (libro)
Incandescence è un romanzo di fantascienza scritto da Greg Egan e pubblicato nel 2008.

## Trama
Nel disco galattico è presente una sorta di confederazione detta l'Amalgama, mentre il bulbo è dominato dai superbi, che cercano di evitare ogni contatto con l'Amalgama. Contrariamente al solito però all'inizio del romanzo i Superbi fanno in modo che un gruppo di esseri umani individui le tracce di una razza di esseri intelligenti dalla struttura corporea simile a quella degli insetti e presenti nel bulbo galattico. Due personaggi, Rakesh e Parantham, partono quindi per il bulbo alla ricerca di questa nuova specie. Nel romanzo vengono alternati capitoli che narrano di questa ricerca dal punto di vista dei due esploratori e capitoli che raccontano invece delle vicende della civiltà sviluppata dagli insettodidi. Nel periodo storico in cui inizia il romanzo questa si trova ad uno stadio pre-industriale ed è collocata su un asteroide - chiamato dai suoi abitatori La Scheggia - in orbita attorno ad una stella di neutroni. Grande rilevanza nella narazione ha la scoperta da parte degli insettoidi della teoria della relatività tramite strumenti di calcolo e di rilevazione puramente meccanici.

## Ambientazione
La storia si svolge in un futuro in cui gli esseri umani hanno acquisito la capacità di rendersi indipendenti dalle strutture corporee, trasferendo la propria individualità sotto forma di dati, lasciando quindi alla scelta personale se mantenere o meno il legame con una componente fisica tangibile, che comunque può essere distrutta e ricreata secondo necessità. Questo ha comportato il raggiungimento di una sostanziale immortalità, e permesso i viaggi interstellari, che vengono compiuti inviando i dati della persona in forma di raggi uv tra i sistemi abitati, colonizzati inizialmente tramite invio di sistemi terraformanti automatici. In questo contesto i concetti di spazio e tempo hanno cambiato radicalmente aspetto, in quanto il trasferimento tra sistemi avviene a velocità luce, richiedendo quindi anche secoli.

## Edizioni italiane
- Greg Egan, Incandescence, traduzione di Riccardo Valla, Urania n. 1562, Arnoldo Mondadori Editore, 2010.